# Liste der Monuments historiques in Vosnon
Die Liste der Monuments historiques in Vosnon führt die Monuments historiques in der französischen Gemeinde Vosnon auf.

## Liste der Objekte
| Bezeichnung                        | Beschreibung                                            | Standort                       | Kennzeichnung | Schutzstatus | Datum | Bild |
| ---------------------------------- | ------------------------------------------------------- | ------------------------------ | ------------- | ------------ | ----- | ---- |
| Skulpturengruppe Mariä Himmelfahrt | Kalkstein, Farbfassung weiß übertüncht, 16. Jahrhundert | in der Kirche St-Blaise (Lage) | PM10002983    | Classé       | 1908  |      |